# Natação nos Jogos Olímpicos de Verão de 2016 - 400 m livre masculino
A competição dos 400 metros livre masculino da natação nos Jogos Olímpicos de Verão de 2016 foi disputada no dia 6 de agosto no Estádio Aquático Olímpico.

## Medalhistas
| Ouro   | AUS Mack Horton    |
| Prata  | CHN Sun Yang       |
| Bronze | ITA Gabriele Detti |

## Recordes
Antes desta competição, os recordes mundiais e olímpicos da prova eram os seguintes:
| Tipo | Atleta          | Tempo   | Local   | Data                |
| ---- | --------------- | ------- | ------- | ------------------- |
|      | Paul Biedermann | 3:40.07 | Roma    | 28 de julho de 2009 |
|      | Sun Yang        | 3:40:14 | Londres | 28 de julho de 2012 |

## Resultados

### Eliminatórias
| Pos. | Elim. | Raia | Nadador                   | CON                 | Tempo   | Notas |
| ---- | ----- | ---- | ------------------------- | ------------------- | ------- | ----- |
| 1    | 7     | 2    | Conor Dwyer               | USA Estados Unidos  | 3:43.42 | Q     |
| 2    | 7     | 4    | Mack Horton               | AUS Austrália       | 3:43.84 | Q     |
| 3    | 7     | 3    | Gabriele Detti            | ITA Itália          | 3:43.95 | Q     |
| 4    | 6     | 4    | Sun Yang                  | CHN China           | 3:44.23 | Q     |
| 5    | 7     | 6    | David McKeon              | AUS Austrália       | 3:44.68 | Q     |
| 6    | 7     | 5    | James Guy                 | GBR Grã-Bretanha    | 3:45.31 | Q     |
| 7    | 6     | 5    | Connor Jaeger             | USA Estados Unidos  | 3:45.37 | Q     |
| 8    | 5     | 7    | Jordan Pothain            | FRA França          | 3:45.43 | Q     |
| 9    | 6     | 2    | Florian Vogel             | GER Alemanha        | 3:45.49 |       |
| 10   | 6     | 3    | Park Tae-hwan             | KOR Coreia do Sul   | 3:45.63 |       |
| 11   | 6     | 6    | Ryan Cochrane             | CAN Canadá          | 3:45.83 |       |
| 12   | 5     | 1    | Myles Brown               | RSA África do Sul   | 3:45.92 |       |
| 13   | 7     | 1    | Stephen Milne             | GBR Grã-Bretanha    | 3:46.00 |       |
| 14   | 7     | 8    | Velimir Stjepanović       | SRB Sérvia          | 3:46.78 |       |
| 15   | 5     | 4    | Aleksandr Krasnykh        | RUS Rússia          | 3:47.39 |       |
| 16   | 4     | 5    | Marwan Elkamash           | EGY Egito           | 3:47.43 |       |
| 17   | 6     | 7    | Henrik Christiansen       | NOR Noruega         | 3:47.90 |       |
| 18   | 5     | 5    | Maarten Brzoskowski       | NED Países Baixos   | 3:48.00 |       |
| 19   | 4     | 2    | Matt Hutchins             | NZL Nova Zelândia   | 3:48.25 |       |
| 20   | 4     | 3    | Anton Ipsen               | DEN Dinamarca       | 3:48.31 |       |
| 21   | 7     | 7    | Péter Bernek              | HUN Hungria         | 3:48.58 |       |
| 22   | 3     | 8    | Marcelo Acosta            | ESA El Salvador     | 3:48.82 |       |
| 23   | 6     | 1    | Wojciech Wojdak           | POL Polônia         | 3:48.87 |       |
| 24   | 5     | 3    | Clemens Rapp              | GER Alemanha        | 3:49.10 |       |
| 25   | 6     | 8    | Felix Auböck              | AUT Áustria         | 3:49.35 |       |
| 26   | 5     | 8    | Qiu Ziao                  | CHN China           | 3:49.45 |       |
| 27   | 4     | 4    | Ahmed Akram               | EGY Egito           | 3:49.46 |       |
| 28   | 5     | 2    | Filip Zaborowski          | POL Polônia         | 3:49.84 |       |
| 29   | 4     | 1    | Jan Micka                 | CZE República Checa | 3:49.97 |       |
| 30   | 4     | 8    | Viacheslav Andrusenko     | RUS Rússia          | 3:50.23 |       |
| 31   | 5     | 6    | Naito Ehara               | JPN Japão           | 3:50.61 |       |
| 32   | 3     | 2    | Luiz Altamir Melo         | BRA Brasil          | 3:50.82 |       |
| 33   | 2     | 3    | Cristian Quintero         | VEN Venezuela       | 3:50.84 |       |
| 34   | 3     | 7    | Welson Sim                | MAS Malásia         | 3:51.57 |       |
| 35   | 2     | 4    | Ahmed Mathlouthi          | TUN Tunísia         | 3:52.00 |       |
| 36   | 4     | 6    | Mads Glæsner              | DEN Dinamarca       | 3:52.59 |       |
| 37   | 4     | 7    | Miguel Durán              | ESP Espanha         | 3:53.40 |       |
| 38   | 3     | 5    | Gergő Kis                 | HUN Hungria         | 3:54.15 |       |
| 39   | 2     | 5    | Martín Naidich            | ARG Argentina       | 3:54.58 |       |
| 40   | 3     | 6    | David Brandl              | AUT Áustria         | 3:54.59 |       |
| 41   | 3     | 1    | Dimitrios Dimitriou       | GRE Grécia          | 3:54.98 |       |
| 42   | 3     | 4    | Matias Koski              | FIN Finlândia       | 3:55.57 |       |
| 43   | 3     | 3    | Nezir Karap               | TUR Turquia         | 3:58.37 |       |
| 44   | 2     | 7    | Alex Sobers               | BAR Barbados        | 3:59.97 |       |
| 45   | 2     | 2    | Irakli Revishvili         | GEO Geórgia         | 4:00.56 |       |
| 46   | 2     | 6    | Jessie Lacuna             | PHI Filipinas       | 4:01.70 |       |
| 47   | 2     | 1    | Iacovos Hadjiconstantinou | CYP Chipre          | 4:03.53 |       |
| 48   | 1     | 4    | Geoffrey Butler           | CAY Ilhas Cayman    | 4:07.87 |       |
| 49   | 1     | 5    | Pol Arias                 | AND Andorra         | 4:21.16 |       |
| 50   | 1     | 3    | Haris Bandey              | PAK Paquistão       | 4:33.13 |       |

### Final

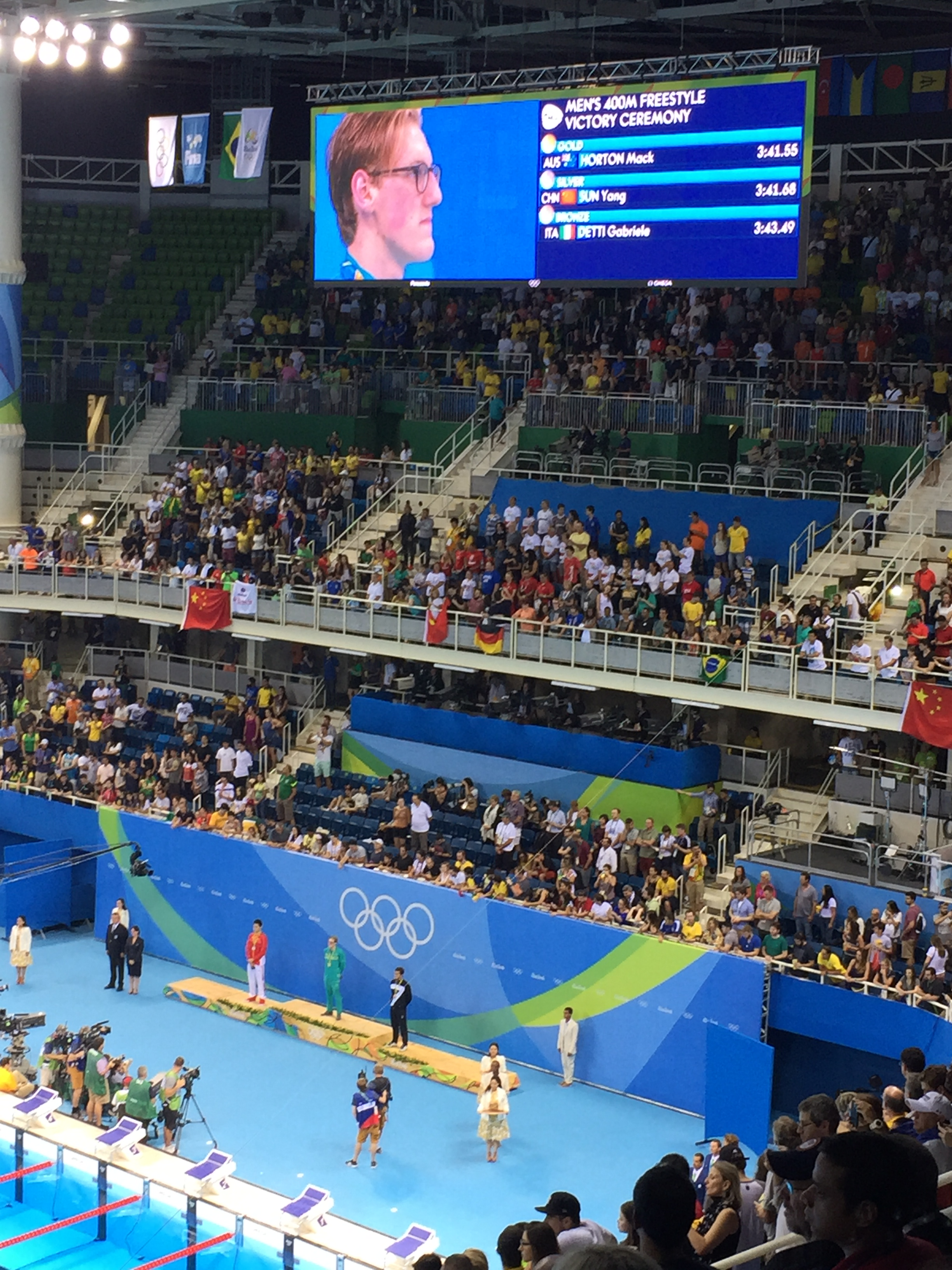
Cerimônia de premiação no Estádio Aquático Olímpico.

| Pos.              | Raia | Nadador        | CON                | Tempo   | Notas |
| ----------------- | ---- | -------------- | ------------------ | ------- | ----- |
| Medalha de ouro   | 5    | Mack Horton    | AUS Austrália      | 3:41.55 |       |
| Medalha de prata  | 6    | Sun Yang       | CHN China          | 3:41.68 |       |
| Medalha de bronze | 3    | Gabriele Detti | ITA Itália         | 3:43.49 |       |
| 4                 | 4    | Conor Dwyer    | USA Estados Unidos | 3:44.01 |       |
| 5                 | 1    | Connor Jaeger  | USA Estados Unidos | 3:44.16 |       |
| 6                 | 7    | James Guy      | GBR Grã-Bretanha   | 3:44.68 |       |
| 7                 | 2    | David McKeon   | AUS Austrália      | 3:45.28 |       |
| 8                 | 8    | Jordan Pothain | FRA França         | 3:49.07 |       |

Legenda
| Recorde mundial      | Recorde mundial (World record)               |                       | Recorde africano                      | Recorde africano (African) |                                           | Q | Classificado por posição (Qualified) |
| Recorde olímpico     | Recorde olímpico (Olympic record)            | Recorde da América    | Recorde da América (Americas)         | q                          | Classificado por melhor tempo (Qualified) |   |                                      |
| Melhor marca do ano  | Melhor marca do ano (World leading)          | Recorde asiático      | Recorde asiático (Asian)              | DNS                        | Não largou (Did not start)                |   |                                      |
| Recorde nacional     | Recorde nacional (National record)           | Recorde europeu       | Recorde europeu (European)            | DNF                        | Não terminou (Did not finish)             |   |                                      |
| Recorde pessoal      | Recorde pessoal do atleta (Personal best)    | Recorde da Oceania    | Recorde da Oceania (Oceania)          | DSQ / DQ                   | Desclassificado (Disqualified)            |   |                                      |
| Recorde da temporada | Recorde da temporada do atleta (Season best) | Recorde sul-americano | Recorde sul-americano (South America) | NM                         | Sem marca (No mark)                       |   |                                      |